# Разпределена хештаблица
Разпределена хештаблица (на английски: distributed hash table) е вид разпределена система, която има сходна функционалност с хештаблица. Двойки, състоящи се от ключ и стойност, се съхраняват в таблицата и всяка стойност може да бъде ефективно получена чрез съответния ключ от всеки от участващите в разпределената система възли. Отговорността за съхраняване на ключовете и стойностите е разпределена между участващите възли, които са равноправни помежду си. Благодарение на липсата на централно управление, разпределените хештаблици могат да се разрастват до огромни размери.